# Hans Dittmar
Hans Dittmar   (Hèlsinki, 14 de novembre de 1902 - Hèlsinki, 20 de juny de 1967) va ser un regatista finlandès que va competir durant el segon quart del segle xx.
El 1924 va prendre part en els Jocs Olímpics de París, on va guanyar la medalla de bronze en la regata de monotip del programa de vela.
El 1952, als Jocs de Hèlsinki, fou vuitè a bord del Teresita en la prova de 5,5 metres del programa de vela.